# Сага Јосте Берлинга
Сага Јосте Берлинга (швед. Gösta Berlings saga [ˈјœсːта ˈбӕːɭɪŋс ˈсɑːɡа] ) је дебитантски роман шведске ауторке Селме Лагерлеф, објављен 1891. Селма Лагерлеф је добитница Нобелове награде за књижевност 1909. године. По роману је снимљен неми филм из 1924. у режији Морица Стилера са Гретом Гарбо, Ларсом Хансоном и Гердом Лундеквист у главним улогама. На њему се такође заснива опера I cavalieri di Ekebù Рикарда Зандонаија из 1925. године.

## Позадина
У лето 1890. шведски часопис Идун понудио је награду за најбољи роман одређене дужине. Лагерлефова је учествовала у такмичењу са неколико поглавља из Јосте Берлинга, приче која је тада почела да се обликује у њеном уму, и освојила је награду. У Јоста Берлингу, Лагерлофова је романтичар и представља реакцију против реализма који је преовладавао у то време. Као дете, упијала је народне приче свог окружења, а касније у животу јој је пало на памет да је њена посебна мисија да овим причама да израз. Сага Јосте Берлинга названа је „прозни еп о шведском сеоском животу“. 
Сцена је постављена на обали језера Фрикен (језеро Левен у причи) у Вермланду. Користећи вукове, снег, натприродне елементе и ексцентричне ликове из више класе за пројектовање егзотичне слике Вермланда из 1820-их, роман се може упоредити са магичним реализмом. Наслов треба да пружи асоцијације на исландске саге. Прва реченица „Коначно је викар био на проповедаоници“ једна је од најпознатијих у шведској књижевности.

## Радња
Херој, Јоста Берлинг, је лутерански свештеник без чина којег је господарица Екебија спасла од смрти због смрзавања и након тога он постаје један од њених пензионера у имању у Екебију. Пошто пензионери узимају власт у своје руке, они управљају имовином како сами сматрају да треба и њихови животи су испуњени многим дивљим авантурама. Јоста Берлинг је њихов водећи дух, песник, шармантна личност међу групом весељака. Пре него што се прича заврши, Јоста Берлинг се искупи, а чак је и старој господарици Екебија дозвољено да дође у свој стари дом да умре. 

## Енглески преводи
Први пут га је превела Лили Тудир 1894. године као Сагу Јосте Берлинга, али је била недоступна у САД и убрзо је престала да се штампа у Великој Британији. Ово издање је 1918. године поново штампала Америчко-скандинавска фондација са изменама и 8 додатних поглавља која су изостављена из издања из 1894. године. Такође ју је 1898. превела Полин Банкрофт Флах као Прича о Јоста Берлингу. Оба ова издања су у јавном власништву и током година су их често поново штампали различити издавачи.
Нови енглески превод песника Роберта Блаја објављен је 1962. године. Издао га је Signet Classics под насловом Прича о Јости Берлингу. Најновији превод на енглески, Пола Норлена, објавио је Penguin 2009. године.

## Главни ликови
- Јоста Берлинг, смењени свештеник и главни лик
- Маргарита Самзелијус (рођена Целсинг), мајорова жена — задужена за Екеби; она даје каваљерима преноћиште
- Синтрам, зли лик који само изазива несташлуке
- Мариен Синклер, глумица, избачена из куће јер је пољубила Јосту
- Грофица Елизабета (Карлсдотер) из Италије, удата за грофа Хенрика Дона
- Ана Стјернхок, верена за споредног лика, својевремено волела Јосту
- Грофица Марта, мајка Хенрикова, маћеха Ебина, богата и охола
- Гроф Хенрик Дона, Елизабетин муж, познат по томе што је "глуп"
- Еба Дона, Мартина пасторка, изузетно религиозна — Јостина прва љубав
- 12 каваљера: Јоста Берлинг,  и др.

## Адаптације
Филм
- Године 1924. снимљен је шведски неми филм (Јоста Берлинг сага) са тада углавном непознатом Гретом Гарбо као Елизабет и популарним филмским глумцима Ларсом Хансоном и Гердом Лундеквист, у режији Морица Стилера.

Телевизија
- Почевши од 10. марта 1986, објављена је као мини-серија од 6 делова и од 347 минута за шведску телевизију. [2]

Опера
- на роману је заснована опера Рикарда Зандонаија I cavalieri di Ekebù (1925).

Музика
- Године 2004. формирана је прогресивна рок група из Шведске под именом Јоста Берлингс Сага. До сада су објавили шест студијских албума.